# 金沢市立野田中学校
金沢市立野田中学校（かなざわしりつのだちゅうがっこう、英語: Kanazawa Municipal Noda Junior High School）は石川県金沢市若草町に所在する公立中学校。

## 概要
校区小学校は十一屋小、長坂台小、泉野小。

## 沿革
《主要な出典：》
- 1949年（昭和24年）
  - 4月1日 - 金沢市内の十一屋町（当時）・菊川町・新竪町・富樫（wikidata）の4小学校下を通学地域として金沢市立野田中学校を新設、金沢市野田町チ180番地にある元陸軍騎兵兵舎を改造して校舎にあてる。
  - 6月27日 - 開校式を挙げ以後6月27日を開校記念日とする。
- 1950年（昭和25年）12月5日 - 警察予備隊の駐留庁舎に金沢高等師範学校校舎が充てられることとなったため、同師範学校に野田中学校校舎の約半分を譲渡し、代わりに紫錦台・兼六・小将町・高岡町の4中学校に野田中学校の分教場を設置して、1・2年生の一部（16学級）を移転する[5][6]。
- 1952年（昭和27年）
  - 7月17日 - 旧野村練兵場内[7]における新校舎建設第1期工事竣工。
  - 9月1日 - 本校の位置を金沢市十一屋町ヨ40番地に変更し、同市野田町チ180番地（旧校舎）に南分校を設置する。残存旧校舎にいた3年生が新校舎に移転し、3分教場にいた1年生が南分校に移転、収容される[7][注釈 1]。
- 1953年（昭和28年）4月27日 - 新校舎建設第2期工事竣工。
- 1954年（昭和29年）
  - 3月26日 - 新校舎建設第3期工事竣工。
  - 5月31日 - 新校舎建設第4期工事竣工。
- 1956年（昭和31年）6月20日 - 新校舎第5期工事竣工。
- 1958年（昭和33年）9月15日 - 平和町での肢体不自由児施設「石川整肢学園」開設に伴い、同園内に特殊学級を設置（十一屋町小学校〈当時〉との開設）[10]。
- 1959年（昭和34年）
  - 4月1日 - 十一屋・泉野・富樫の3小学校校下を本校の通学地域と定められる。金沢市立野田第二中学校が当校内において開校。
  - 5月25日 - 野田第二中学校生徒が新築の校舎に移転、収容される。野田第二中学校は翌年3月に城南中学校と改称。
  - 11月11日 - 創立10周年記念式挙行。校歌制定。
- 1963年（昭和38年）6月1日 - 住居表示実施に伴い所在地の十一屋町が再編されて、所在地が金沢市若草町となる[注釈 2]。
- 1973年（昭和48年）3月24日 - 校舎建設第1期工事竣工。
- 1974年（昭和49年）
  - 4月1日 - 伏見台小学校を本校の通学地域と定められる。
  - 6月27日 - 創立25周年記念式挙行。
- 1978年（昭和53年）3月30日 - 校舎建設第2期工事竣工。
- 1979年（昭和54年）
  - 3月31日 - 校舎建設第3期工事竣工。
  - 6月27日 - 創立30周年記念式を挙げる。
- 1980年（昭和55年）3月31日 - 校舎建設第4期工事竣工。
- 1981年（昭和56年）12月4日 - 校舎竣工式[注釈 3]。
- 1982年（昭和57年）11月20日 - PTA文部大臣表彰。
- 1984年（昭和59年）6月27日 - 創立35周年記念石碑除幕。
- 1987年（昭和62年）10月18日 - 学校保健統計優秀賞受賞（文部大臣賞）。
- 1996年（平成元年）9月24日 - 創立40周年記念、体育館舞台幕設置。
- 1996年（平成08年）4月10日 - PTA広報紙全国佳作入賞。
- 1999年（平成11年）
  - 6月28日 - 創立50周年記念式挙行。
  - 8月12日 - 創立50周年記念体育館舞台幕（脇幕・袖幕）設置。
- 2001年（平成13年）4月1日 - 文部科学省教育課程研究指定校に指定。
- 2002年（平成14年）10月25日 - 文部科学省教育課程研究指定公開研究発表。
- 2003年（平成15年）8月31日 - 校舎外壁塗装工事終了。
- 2006年（平成18年）
  - 4月1日 - 特殊学級「わかくさ」再開級。
  - 9月8日 - 金沢市教育委員会指定健康教育推進実践地域事業授業発表。
- 2007年（平成19年）
  - 8月31日 - 給食配膳室完成。
  - 9月10日 - 学校給食開始。
- 2008年（平成20年）4月1日 - 特別支援学級「さくら」開級。
- 2009年（平成21年）
  - 3月31日 - 特別支援学級「わかくさ」閉級。
  - 8月28日 - 校舎耐震補強 第1期工事（1棟の1・2階）完了。
  - 12月19日 - 第30回岡文化賞団体部門・音楽部門受賞（合唱部）。
- 2010年（平成22年）
  - 4月1日 - 特別支援学級「わかくさ」再開級。
  - 8月31日 - 校舎耐震補強 第2期工事（1棟の3・4・5階及び旧棟）完了。
- 2011年（平成23年）
  - 8月31日 - 校舎耐震補強 第3期工事（管理棟の南側）完了。
  - 9月10日 - 屋内運動場耐震補強工事完了。
  - 11月29日 - 金沢市教育委員会委託「理数教育推進事業」公開発表。
  - 12月18日 - 第19回全国中学校駅伝大会山口大会女子出場。
- 2012年（平成24年）
  - 8月31日 - 校舎耐震補強 第3期工事（管理棟の北側及び3棟）完了。
  - 10月18日 - 金沢市教育委員会委託「連携型健康教育推進事業」公開発表。
- 2013年（平成25年）4月1日 - 特別支援学級「すみれ」（肢体不自由[14]）開級。
- 2014年（平成26年）
  - 3月31日 - 平成25年度石川県健民運動青少年ボランティア賞受賞。
  - 12月6日 - 平成26年度中日ボランティア賞受賞。
- 2016年（平成28年）10月7日 - 「石川県能動的学習推進事業」「金沢型学校教育モデル実践支援事業」公開研究発表。
- 2017年（平成29年）10月5日 - 「石川県能動的学習推進事業」「金沢型学校教育モデル実践支援事業」公開研究発表。
- 2018年（平成30年）10月19日 - 「金沢型学校教育モデル実践支援事業」公開研究発表。
- 2019年（令和元年）10月22日 - 創立70周年記念式典挙行。
- 2021年（令和03年）10月 - 生徒会の文房具リユースプロジェクト等が認められ、第26回「北國あすなろ賞」受賞[15]。

## 部活動

### 運動部
《出典：》
- 陸上部
- 男子ハンドボール部
- 男子バスケットボール部
- 女子バスケットボール部
- 男子ソフトテニス部
- 女子ソフトテニス部
- 野球部
- サッカー部
- 女子ソフトボール部
- 女子バレーボール部
- 男子バドミントン部
- 女子バドミントン部
- 卓球部
- 剣道部
- 水泳部

### 文化部
《出典：》
- 合唱部
- 吹奏楽部
- 美術部
- 科学部
- 華道部
- ボランティア部

## 主な卒業生
- 越川優
- 山野之義（元金沢市長）
- 飛田秀一

## 交通アクセス
- 車 : 金沢駅から約17分。
- 北鉄バス : 寺町一丁目/十一屋/泉野一丁目/平和町/二水高校前より徒歩で約5分。